# Knoopkruidgalwesp
De knoopkruidgalwesp (Isocolus jaceae) is een vliesvleugelig insect uit de familie van de echte galwespen (Cynipidae). De wetenschappelijke naam van de soort is voor het eerst geldig gepubliceerd in 1863 door Schenck.